# Ali Abdulaziz Halabji
Ali Abdulaziz Halabji (28. Dezember 1929 – 17. März 2007) war ein kurdischer Islamwissenschaftler aus Irakisch-Kurdistan und einer der Gründer und zweiter Führer der Islamischen Bewegung in Kurdistan.

## Biografie
Er wurde am 28. Dezember 1929 im Dorf Prisi Saroo in der Provinz Halabdscha als Sohn einer religiösen Familie geboren. Im Alter von sieben Jahren studierte er den Koran und die Scharia. Er studierte bei seinem Vater Abdulaziz. 1953 wurde er zusammen mit seinem Bruder Osman Abdulaziz Islamlehrer an seiner örtlichen Moschee. 1959 wurde er Imam der Azabani-Moschee in Sulaimaniyya und 1961 Imam der Mohammed-Pascha-Moschee in Halabdscha. 1962 wurde er Direktor des Islamischen Instituts in Halabdscha. Später wurde er von der irakischen Baath-Regierung nach Anbar, Falludscha, Ziqar und Bagdad verbannt, weil er die kurdischen Mudschaheddin während der kurdischen Aufstände von 1983 bis 1986 im Irak auf der Seite der kurdischen Rebellen anführte. Später kehrte er nach Halabdscha zurück.

## Politische Karriere
1987, nach seinem Exil, beteiligte er sich an der Gründung der Islamischen Bewegung Kurdistans und wurde ihr stellvertretender Führer und Leiter des militärischen Flügels. 1999 wurde er Anführer der Islamischen Bewegung Kurdistans. Am 8. August 2003 wurden er und sein Bruder Mullah Omar Abdulaziz und mehrere Leibwächter von einer US-Truppe in seinem Haus in Halabja festgenommen und verbrachten mehrere Monate wegen ihrer Beteiligung am islamischen Terrorismus im Gefängnis. Nach seiner Freilassung ging er wegen sich verschlechternder Gesundheit zur Behandlung nach Großbritannien und starb dort am 17. März 2007. Er wurde nach Halabja zurückgebracht und dort begraben.